# 赫蘇斯區 (勞里科查省)
10°04′29″S 76°37′43″W / 10.0747°S 76.6286°W
赫蘇斯區（西班牙語：Distrito de Jesús），是秘魯的一個區，位於該國中部瓦努科大區的勞里科查省，面積449.9平方公里，海拔高度3,486米，2005年人口5,919，人口密度每平方公里13人。